# Lee Hyori
Lee Hyori (hangul: 이효리), född 10 maj 1979 i Cheongwon-gun, är en sydkoreansk sångerska.
Hon var tidigare medlem i tjejgruppen Fin.K.L från gruppens debut 1998 till upplösningen 2002. Efter sin tid i gruppen påbörjade hon 2003 vad som kom att bli en framgångsrik solokarriär.

## Diskografi

### Album
| Albuminformation                                    | Topplacering          |
| Albuminformation                                    | Sydkorea (Gaon Chart) |
| --------------------------------------------------- | --------------------- |
| Stylish (Studioalbum) - Släppt: 13 augusti 2003     | 1                     |
| Dark Angel (Studioalbum) - Släppt: 11 februari 2006 | 1                     |
| It's Hyorish (Studioalbum) - Släppt: 24 juni 2008   | 1                     |
| H-Logic (Studioalbum) - Släppt: 8 april 2010        | 1                     |
| Monochrome (Studioalbum) - Släppt: 21 maj 2013      | 4                     |

### Singlar
| År   | Titel                                    | Topplacering          |
| År   | Titel                                    | Sydkorea (Gaon Chart) |
| ---- | ---------------------------------------- | --------------------- |
| 2003 | "10 Minutes"                             | 1                     |
| 2003 | "Hey Girl"                               | 4                     |
| 2003 | "Remember Me"                            | —                     |
| 2005 | "Anymotion" (ft. Eric Mun)               | —                     |
| 2005 | "Anyclub" (ft. Teddy Park & Kim Ji-eun)  | —                     |
| 2006 | "Get Ya!"                                | 1                     |
| 2006 | "Shall We Dance?"                        | 14                    |
| 2006 | "Straight Up"                            | —                     |
| 2006 | "Anystar" (ft. Lee Joon-gi & Park Bom)   | —                     |
| 2007 | "Toc Toc Toc"                            | —                     |
| 2008 | "Cat on the Roof"                        | —                     |
| 2008 | "U-Go-Girl" (ft. Nassun)                 | 1                     |
| 2008 | "Hey Mr. Big"                            | 2                     |
| 2009 | "Pretty" (ft. Yoon Gun)                  | —                     |
| 2009 | "As Long as I Love You" (ft. Wilber Pan) | —                     |
| 2010 | "Swing" (ft. Gary)                       | 1                     |
| 2010 | "Chitty Chitty Bang Bang" (ft. Ceejay)   | 1                     |
| 2011 | "Please Stay Behind"                     | 86                    |
| 2011 | "Remember"                               | 82                    |
| 2013 | "Miss Korea"                             | 1                     |
| 2013 | "Bad Girls"                              | 1                     |
| 2014 | "Don't Cry" (OST: I Need Romance 3)      | 36                    |